# Horta (metropolitana di Barcellona)
Horta è una stazione della linea 5 della metropolitana di Barcellona situata nel quartiere omonimo di Horta del distretto di Horta-Guinardó di Barcellona. È attualmente la stazione capolinea della L5 e lo resterà fino al termine dei lavori di prolungamento fino alla stazione di Vall d'Hebron attraverso il quartiere El Carmelo.
La stazione fu aperta nel 1967 come parte dell'allora Linea II, fu trasferita alla Linea V nel 1970 e nel 1982 con il riordino delle linee divenne capolinea della nuova L5.